# Иван Чворовић
Иван Чворовић (буг. Иван Чворович; Београд, 21. септембар 1985) је српско-бугарски фудбалски голман.

## Каријера
Поникао је у млађим категоријама Партизана, али није дебитовао за први тим већ је 2002. године прослеђен Телеоптику, филијали Партизана. Следеће године прелази у Срем из Јакова, а 2005. године се сели у Бугарску и потписује за екипу Нефтохимика из Бургаса. После две године каријеру наставља у Черноморецу из Бургаса, а 2009. године прелази у Мињор из Перника. У мају 2012. године постаје играч Лудогореца из Разграда.

## Репрезентација
Након добијања бугарског држављанства, Чворовић је 26. маја 2012. године дебитовао за репрезентацију Бугарске у пријатељској утакмици против Холандије у Амстердаму, који је добила Бугарска резултатом 2:1.

## Трофеји
Лудогорец Разград
- Прва лига Бугарске (3) : 2012—13, 2013—14, 2014-15.
- Куп Бугарске (1) : 2013—14.
- Суперкуп Бугарске (2) : 2012, 2014.

Ботев Пловдив
- Куп Бугарске (1) : 2016—17.
- Суперкуп Бугарске (1) : 2017.